# Qiaochong
Qiaochong (kinesiska: 桥冲) är en köping i sydöstra Kina. Den ligger i Lufeng i staden Shanwei i provinsen Guangdong, omkring 260 kilometer öster om provinshuvudstaden Guangzhou. Antalet invånare är 45 386. Befolkningen består av 22 272 kvinnor och 23 114 män. Barn under 15 år utgör 32 %, vuxna 15-64 år 61 %, och äldre över 65 år 6,0 %.